# Carcinomatosis
Se conoce como carcinomatosis a la condición clínica de un enfermo de cáncer, en la cual la enfermedad ha invadido uno o varios órganos.

## Terapia
El paciente con carcinomatosis debe recibir una terapia paliativa, es decir, cuyo objetivo sea mejorar su calidad de vida, aunque la utilización del método Sugarbaker ha abierto un gran abanico de posibilidades en la curación de esta grave enfermedad. Se debe tratar el dolor, el vómito y la nutrición, y se necesita, en especial, el apoyo psicológico por parte de la familia y el médico.